# Screen Actors Guild Awards 2004
La decima cerimonia del Premio SAG si è svolta il 22 febbraio 2004 allo Shrine Exposition Center di Los Angeles.

## Cinema

### Migliore attore protagonista
- Johnny Depp – La maledizione della prima luna (Pirates of Caribbean: The Curse of the Black Pearl)
- Peter Dinklage – Station Agent (The Station Agent)
- Ben Kingsley – La casa di sabbia e nebbia (House of Sand and Fog)
- Bill Murray – Lost in Translation - L'amore tradotto (Lost in Translation)
- Sean Penn – Mystic River

### Migliore attrice protagonista
- Charlize Theron – Monster
- Patricia Clarkson – Station Agent (The Station Agent)
- Diane Keaton – Tutto può succedere - Something's Gotta Give (Something's Gotta Give)
- Naomi Watts – 21 grammi - Il peso dell'anima (21 Grams)
- Evan Rachel Wood - Thirteen - 13 anni (Thirteen)

### Migliore attore non protagonista
- Tim Robbins – Mystic River
- Alec Baldwin – The Cooler
- Chris Cooper – Seabiscuit - Un mito senza tempo (Seabiscuit)
- Benicio del Toro – 21 grammi (21 Grams)
- Ken Watanabe – L'ultimo samurai (The Last Samurai)

### Migliore attrice non protagonista
- Renée Zellweger – Ritorno a Cold Mountain (Cold Mountain)
- Maria Bello – The Cooler
- Keisha Castle-Hughes – La ragazza delle balene (Te kaieke tohora)
- Patricia Clarkson – Schegge di April (Pieces of April)
- Holly Hunter – Thirteen - 13 anni (Thirteen)

### Miglior cast
- Il Signore degli Anelli - Il ritorno del re (The Lord of the Rings: The Return of the King)
Sean Astin, Sean Bean, Cate Blanchett, Orlando Bloom, Billy Boyd, Bernard Hill, Ian Holm, Ian McKellen, Dominic Monaghan, Viggo Mortensen, John Noble, Miranda Otto, John Rhys-Davies, Andy Serkis, Liv Tyler, Karl Urban, Hugo Weaving, David Wenham, Elijah Wood
- In America - Il sogno che non c'era (In America)
Emma Bolger, Sarah Bolger, Paddy Considine, Djimon Hounsou, Samantha Morton
- Mystic River
Kevin Bacon, Laurence Fishburne, Marcia Gay Harden, Laura Linney, Sean Penn, Tim Robbins
- Seabiscuit - Un mito senza tempo (Seabiscuit)
Elizabeth Banks, Jeff Bridges, Chris Cooper, William H. Macy, Tobey Maguire, Gary Stevens
- Station Agent (The Station Agent)
Paul Benjamin, Bobby Cannavale, Patricia Clarkson, Peter Dinklage, Raven Goodwin, Michelle Williams

## Televisione

### Migliore attore in un film televisivo o miniserie
- Al Pacino – Angels in America
- Justin Kirk – Angels in America
- Paul Newman – Our Town
- Forest Whitaker – Deacons for Defense - Lotta per la libertà (Deacons for Defense)
- Jeffrey Wright – Angels in America

### Migliore attrice in un film televisivo o miniserie
- Meryl Streep – Angels in America
- Anne Bancroft – The Roman Spring of Mrs. Stone
- Helen Mirren – The Roman Spring of Mrs. Stone
- Mary-Louise Parker – Angels in America
- Emma Thompson – Angels in America

### Migliore attore in una serie drammatica
- Kiefer Sutherland – 24
- Peter Krause – Six Feet Under
- Anthony LaPaglia – Senza traccia (Without a Trace)
- Martin Sheen – West Wing - Tutti gli uomini del Presidente (The West Wing)
- Treat Williams – Everwood

### Migliore attrice in una serie drammatica
- Frances Conroy – Six Feet Under
- Stockard Channing – West Wing - Tutti gli uomini del Presidente (The West Wing)
- Tyne Daly – Giudice Amy (Judging Amy)
- Jennifer Garner – Alias
- Mariska Hargitay – Law & Order: Unità Speciale (Law & Order: Special Victims Unit)
- Allison Janney – West Wing - Tutti gli uomini del Presidente (The West Wing)

### Migliore attore in una serie commedia
- Tony Shalhoub – Detective Monk (Monk)
- Peter Boyle – Tutti amano Raymond (Everybody Loves Raymond)
- Brad Garrett – Tutti amano Raymond (Everybody Loves Raymond)
- Sean Hayes – Will & Grace
- Ray Romano – Tutti amano Raymond (Everybody Loves Raymond)

### Migliore attrice in una serie commedia
- Megan Mullally – Will & Grace
- Patricia Heaton – Tutti amano Raymond (Everybody Loves Raymond)
- Lisa Kudrow – Friends
- Debra Messing – Will & Grace
- Doris Roberts – Tutti amano Raymond (Everybody Loves Raymond)

### Migliore cast in una serie drammatica
- Six Feet Under
Lauren Ambrose, Frances Conroy, Ben Foster, Rachel Griffiths, Michael C. Hall, Peter Krause, Peter Macdissi, Justina Machado, Freddy Rodríguez, Mathew St. Patrick, Lili Taylor, Rainn Wilson
- CSI: Crime Scene Investigation
Gary Dourdan, George Eads, Jorja Fox, Paul Guilfoyle, Robert David Hall, Marg Helgenberger, William Petersen, Eric Szmanda
- Law & Order - I due volti della giustizia (Law & Order)
Jesse L. Martin, S. Epatha Merkerson, Jerry Orbach, Elisabeth Röhm, Fred Thompson, Sam Waterston
- Senza traccia (Without a Trace)
Eric Close, Marianne Jean-Baptiste, Anthony LaPaglia, Poppy Montgomery, Enrique Murciano
- West Wing - Tutti gli uomini del Presidente (The West Wing)
Stockard Channing, Dulé Hill, Allison Janney, Joshua Malina, Janel Moloney, Richard Schiff, Martin Sheen, John Spencer, Bradley Whitford

### Migliore cast in una serie commedia
- Sex and the City
Kim Cattrall, Kristin Davis, Cynthia Nixon, Sarah Jessica Parker
- Frasier
Peri Gilpin, Kelsey Grammer, David Hyde Pierce, Jane Leeves, John Mahoney
- Friends
Jennifer Aniston, Courteney Cox, Lisa Kudrow, Matt Le Blanc, Matthew Perry, David Schwimmer
- Tutti amano Raymond (Everybody Loves Raymond)
Peter Boyle, Brad Garrett, Patricia Heaton, Doris Roberts, Ray Romano, Madylin Sweeten
- Will & Grace
Sean Hayes, Eric McCormack, Debra Messing, Shelley Morrison, Megan Mullally

## SAG Annual Life Achievement Award
- Karl Malden